# Gare de Champs - Saint-Bris
Pour les articles homonymes, voir Saint-Bris.
La gare de Champs - Saint-Bris est une gare ferroviaire française de la ligne de Laroche-Migennes à Cosne, située sur le territoire de la commune de Champs-sur-Yonne, à proximité de Saint-Bris-le-Vineux, dans le département de l'Yonne, en Bourgogne-Franche-Comté.
C'est une halte ferroviaire de la Société nationale des chemins de fer français (SNCF), desservie par des trains TER Bourgogne-Franche-Comté.

## Situation ferroviaire
Établie à 110 mètres d'altitude, la gare de Champs - Saint-Bris est située au point kilométrique (PK) 182,005 de la ligne de Laroche-Migennes à Cosne, entre les gares d'Augy - Vaux et de Vincelles.
Elle est équipée d'un quai : le quai « 1 » dispose d'une longueur utile de 255 m pour la voie « Directe »

## Histoire
La gare est ouverte le 4 juillet 1870 par la Compagnie des chemins de fer de Paris à Lyon et à la Méditerranée.

## Service des voyageurs

### Accueil
Halte SNCF, c'est un point d'arrêt non géré (PANG) à entrée libre.

### Desserte
Champs - Saint-Bris est desservie par les trains TER Bourgogne-Franche-Comté, qui effectuent des missions entre les gares de Paris-Bercy, ou de Laroche - Migennes, et de Clamecy ou de Corbigny.

### Intermodalité
Le stationnement des véhicules est possible à proximité.